# Steve Heighway
Steve Heighway, született Stephen Derek Heighway (Dublin, 1947. november 25. –) válogatott ír labdarúgó, csatár.

## Pályafutása

### Klubcsapatban
1970 és 1981 között az angol Liverpool labdarúgója volt, ahol öt angol bajnoki címet és egy kupagyőzelmet szerzett. Kétszeres BEK-győztes (1976–77, 1977–78) és UEFA-kupagyőztes (1972–73, 1975–76) volt az együttessel. 1981–82-ben az Egyedült Államokban játszott. 1981-ben a Minnesota Kicks játékosa volt. 1981–82-ben a Philadelphia Fever teremlabdarúgó-csapatában fejezte be az aktív játékot.

### A válogatottban
1970 és 1981 között 34 alkalommal szerepelt az ír válogatottban.

## Sikerei, díjai
Liverpool FC
- Angol bajnokság
  - bajnok (5): 1972–73, 1975–76, 1976–77, 1978–79, 1979–80
- Angol kupa (FA Cup)
  - győztes: 1974
  - döntős: 1977
- Angol ligakupa
  - győztes: 1980–81
- Angol szuperkupa (FA Charity Shield)
  - győztes (4): 1974, 1976, 1977 (megosztva), 1979
- Bajnokcsapatok Európa-kupája (BEK)
  - győztes (2): 1976–77, 1977–78
- UEFA-kupa
  - győztes (2): 1972–73, 1975–76
- UEFA-szuperkupa
  - győztes: 1977
  - döntős: 1978